# Cessna 162
O Cessna 162 Skycatcher (ou SkyCatcher) é um avião de dois lugares produzido pela Cessna, de asa alta e trem de pouso tipo triciclo. A última aeronave lançada na linha de aviação geral da Cessna é voltada ao mercado de uso pessoal e treinamento de voo.

## Desenvolvimento
A Cessna anunciou suas intenções de estudar a viabilidade de desenvolver e produzir um "LSA" (Light Sport Aircraft) em 6 de Junho de 2006. O projeto do conceito foi revelado em 24 de Julho de 2006 na "EAA AirVenture Oshkosh" como Cessna LSA (também foi referenciado como Cessna Sport), por meio de um estudo de marketing da viabilidade de produzir uma aeronave de acordo com a nova categoria da FAA (U.S. Federal Aviation Administration), a "Light-Sport".
Em 13 de Outubro de 2006, nove meses após o lançamento do projeto, o protótipo, com matrícula N158CS, teve seu primeiro voo partindo da Base Aérea de McConnell para o Aeroporto de "Wichita's Mid-Continent Airport" e alcançando uma velocidade de 110 knots (200 km/h). A Cessna lançou formalmente o programa Skycatcher em 10 de Julho de 2007, seguindo com um evento coberto pela imprensa em 22 de Julho de 2007 na "EAA AirVenture Oshkosh" que revelou também um mockup em tamanho real e detalhes sobre a versão planejada de produção. O presidente da Cessna, Jack Pelton, anunciou:
"Após conduzir uma pesquisa extensa de mercado, está claro para nós agora que há uma grande necessidade por aeronaves deste tipo, de forma que nos esforçamos para baixar os preços de voar e aprender a voar. Acreditamos que esta aeronave irá fazer uma enorme contribuição em estimular novos pilotos e encorajar pilotos já licenciados a continuar a voar pois será mais acessível. Nós temos desenvolvido um empreendimento que faz sentido; incorporamos várias características inovadoras no design; e acreditamos que podemos entregar a melhor aeronave nesta categoria, combinado com nosso serviço estendido ao cliente, treinamentos de voo e redes de distribuição, com um preço atrativo."
Este protótipo teve seu primeiro voo em 8 de Março de 2008 e sua primeira aeronave produzida, voou pela primeira vez em 5 de Maio de 2008.
Em Janeiro de 2009, o CEO da Cessna, Jack Pelton, indicou que os testes do 162 estavam quase completos e que a aeronave havia sido avaliada fora dos requerimentos da "Light Sport Aircraft ASTM", incluindo teste de vibração em solo e que um programa de teste completo da fadiga estrutura seria realizado em uma aeronave em produção. Também comentou que as entregas das aeronaves começariam em 2009.

### Metas de Preços e Produção
O Presidente da Cessna e o CEO Jack Pelton indicaram primeiramente que a meta da Cessna era um preço de menos de US$100,000 pela aeronave, da qual Pelton indicou que seria um desafio a alcançar. Naquela faixa de preço, Pelton previu que a Cessna seria capaz de vender 600 aeronaves deste tipo por ano.
Em 22 de Julho de 2007 anunciaram que esta meta de preço não pôde ser cumprida. As primeiras 1000 aeronaves pedidas foram vendidas por US$109,500. O preço, desde então, foi aumentado para US$111,500.

### Pedidos
Em 9 de Agosto de 2007, a Cessna Aircraft anunciou que tinham 720 pedidos do Skycatcher, totalizando em US$75 milhões. Em 24 de Novembro de 2007 Cessna já tinha 850 pedidos firmes e ao final de 2008 confirmaram então, mais de 1000 pedidos.

### Controvérsia da Produção Chinesa
Em 27 de Novembro de 2007, a Cessna anunciou que o Cessna 162 seria produzido na China pela Shenyang Aircraft Corporation, que é uma subsidiária da China Aviation Industry Corporation I (AVIC I), um consórcio governamental Chinês de produtores de aeronaves. Fabricando a aeronave na China, a Cessna reportou que economizaram US$71,000 nos custos de produção por aeronave. Uma segunda razão citada para produzir a aeronave na Shenyang Aircraft Corporation foi que a Cessna não tinha local disponível o suficiente para produção nos EUA.
A decisão de produzir esta aeronave na China foi controversa e a Cessna tem recebido um elevado número de "feedbacks" negativos dos clientes do Cessna 162.
A primeira produção do Cessna 162 teve seu primeiro voo na Shenyang Aircraft, China, em 17 de Setembro de 2009, com entregas aos clientes estimada para o final de 2009.

### Primeiro Acidente com Protótipo
Um protótipo em não conformidade do Cessna 162 se acidentou em 18 de Setembro de 2008, em um conjunto de árvores próximo à Douglass, Kansas, aproximadamente 20 milhas (32 km) à sudeste de Wichita, Kansas. O piloto de teste pulou com o paraquedas de segurança e sofreu apenas pequenos machucados. O protótipo voou em média 150 horas antes do acidente.
O Fórum Nacional de Segurança nos Transportes (National Transportation Safety Board) declarou em 18 de Setembro de 2008 que o Cessna 162 foi registrado na categoria experimental e estava conduzindo um voo de testes no momento do acidente. A seqüencia do teste envolveu uma série de "stalls" iniciando-se a 10,000 feet (3,000 m). A aeronave entrou em um parafuso não intencional e estava sem controle até 5,000 feet (1,500 m), ponto o qual o piloto ejetou. A empresa indicou que o teste foi realizado fora dos padrões da certificação para a LSA e que o acidente resultaria em algumas pequenas mudanças no design. A aeronave foi equipada com um Sistema de Recuperação de Paraquedas Balístico, mas que falhou ao tentar ser acionado.
Em 24 de Março de 2009, dizem que a base de dados da NTSB foi incorretamente preenchida e que a data correta do acidente seria 18 de Agosto de 2008.

### "Re-design" de 2008
Apesar de afirmações anteriores de que o projeto sofreria apenas pequenas mudanças devido ao acidente com o protótipo, no fim de 2008 o 162 recebeu um estabilizador vertical redesenhado. O novo estabilizador tem maior área que o original. A Cessna fez um teste em túnel de vento da nova configuração mostrada, de forma que não houvesse mais formas de entrar em parafusos irrecuperáveis. A cauda redesenhada foi primeiramente instalada no N162CE, a primeira aeronave em conformidade, voando em 15 de Dezembro de 2008.
Outra meta nas mudanças de design tem sido a diminuição de peso, de forma que os assentos do 162 foram redesenhados e seu material trocado de composto para alumínio. Com o novo estabilizador mais largo, o estabilizador dorsal se tornou desnecessário e foi excluído do projeto para diminuir ainda mais o peso.

### Segundo Acidente com Protótipo
O N162CE se envolveu em um acidente durante um voo de teste em 19 de Março de 2009 próximo a Wichita, Kansas. Durante testes agressivos em parafusos, a aeronave entrou em um rápido e desorientado parafuso e o piloto de teste novamente não conseguiu controlar a aeronave. Desta vez, o piloto conseguiu acionar o sistema balístico, que parou o parafuso, mas, apesar de ser desenhado para ser ejetável, não pôde ser solto. Por a aeronave estar muito baixa para o piloto ejetar, este permaneceu junto à aeronave, que se acidentou no pouso, com consequência de dano no trem de pouso, mas deixando o piloto intacto. O piloto saiu da aeronave e tentou remover o paraquedas, que continuou anexado à aeronave. O vento, em seguida, arrastou a aeronave por 0.6 milhas até uma cerca, deixando a aeronave invertida e por isso, sofrendo grandes danos. O acidente deixou a Cessna sem aeronaves SkyCatcher voando no programa de testes.
Em sequência ao acidente do segundo protótipo, um porta-voz da empresa declarou que todos os detalhes sobre o futuro do programa estaria sob revisão pela companhia. Em 25 de Março de 2009, o CEO da Cessna, Jack Pelton, confirmou que o programa do 162 iria continuar, dizendo: "A necessidade por uma aeronave moderna, com um bom custo-benefício, para treinamento de dois assentos nunca foi melhor, e acreditamos que nós estamos bem posicionados para cumprir com essa necessidade. O programa do SkyCatcher é uma parte importante de nossa estratégia."

## Design

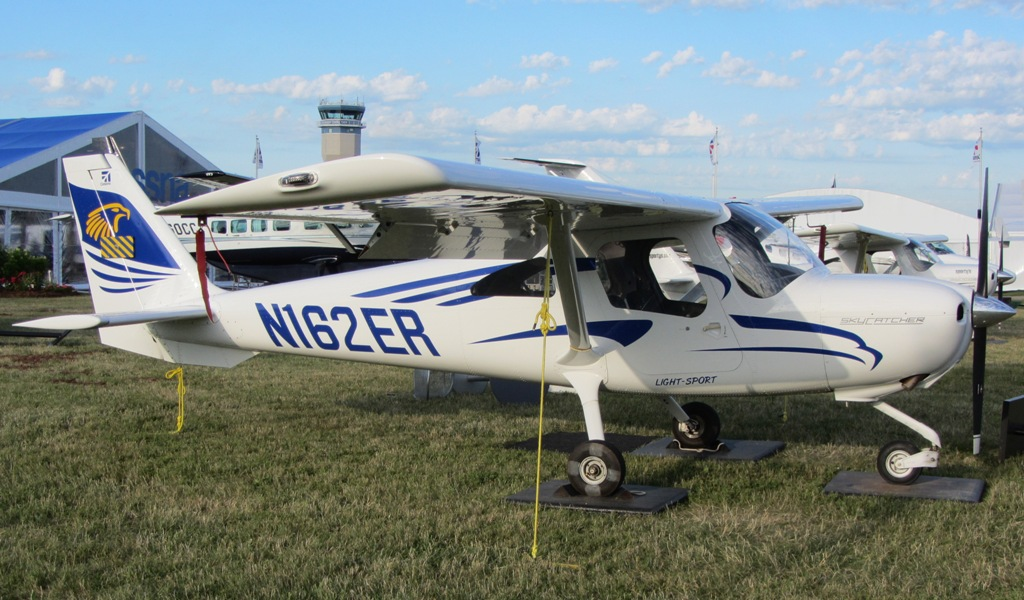
Cessna 162, em serviço nas aulas da Embry Riddle Aeronautical University.

A estrutura do Cessna 162 é praticamente de alumínio com uma capota de fibra de vidro. O "cabeça" do projeto do LSA da Cessna, Neal Willford, indicou em Agosto de 2006 que a Cessna estava investigando o uso de "match hole drilling" para reduzir custos e simplificar a produção da aeronave. Esta técnica é amplamente utilizada em indústrias de kits de aviões e na construção de aviões maiores, mas seria o primeiro uso pela Cessna em sua linha de monomotores.
No evento de LSA em Janeiro de 2007, Cessna deu a entender que a asa da aeronave poderia ser rebaixada e a interface da cabine/asa seria suavizada da configuração da asa de gaivota nas carenagens. Este trabalho de redesenho foi eventualmente realizada e a segunda aeronave difere do protótipo inicial nestes aspectos. Ao longo de Janeiro de 2007 o protótipo já possuía mais de 50 horas de voos de teste, incluindo voos de cruzeiro longos.
O monoplano de asa alta possui trem de pouso triciclo fixo. A envergadura é de 30 pés (9,14 m) e o espaço interno da cabine é de 44 polegadas (1,12 m) à altura do joelho. As portas são diferentes das aeronaves de dois assentos anteriores da Cessna da qual abrem se estendendo para cima. Os controles não são usuais para um Cessna, pois possuem manche para apenas uma mão, acoplado ao painel ao invés do usual manche montado para duas mãos.
Em 9 de Outubro de 2007, a Cessna anunciou que um Sistema Balístico de Recuperação seria uma opção instalada na própria fábrica para os 162.
Enquanto o inicial protótipo voava com um motor de 100 hp (75 kW), Rotax 912S, a produção do Cessna 162 é equipada com um motor carburado e resfriado a ar, o Continental O-200D, produzindo 100 hp (75 kW) a 2,800 rpm e equipado com uma hélice composta de passo fixo com duas pás. Com o motor O-200D, o Skycatcher é capaz de voar a uma impressionante velocidade como 118 nós (219 km/h), com um alcance máximo de 470 milhas náuticas (870 km) com capacidade de peso total de 1,320 lb (599 kg).

### Aviônicos
O Cessna 162 será equipado com instrumentos para voos VFR diurno e noturno somente. A aeronave produzida será entregue com um Garmin G300 EFIS instalado, bem como um rádio Garmin SL40, um transponder GTX327, e um ELT na frequência 121.5 MHz. Os dados do voo serão apresentados no G300 em um único painel combinando o Display Primário de voo e o "Multi-function". As informações também podem ser mostradas em dois painéis separados, instalando um segundo display, que seria uma opção de compra. O piloto automático e o painel de Áudio também estão sendo vendidos como opcionais.

### Pesos
O Cessna 162 tem um peso máximo de 1320 lbs (599 kg) e um peso vazio de 830 lbs (376 kg). Com combustível cheio, 144 lbs (65 kg), a carga paga disponível para tripulante/passageiro e bagagem é de 346 lbs (157 kg).